# Ultimate Fighting Championship

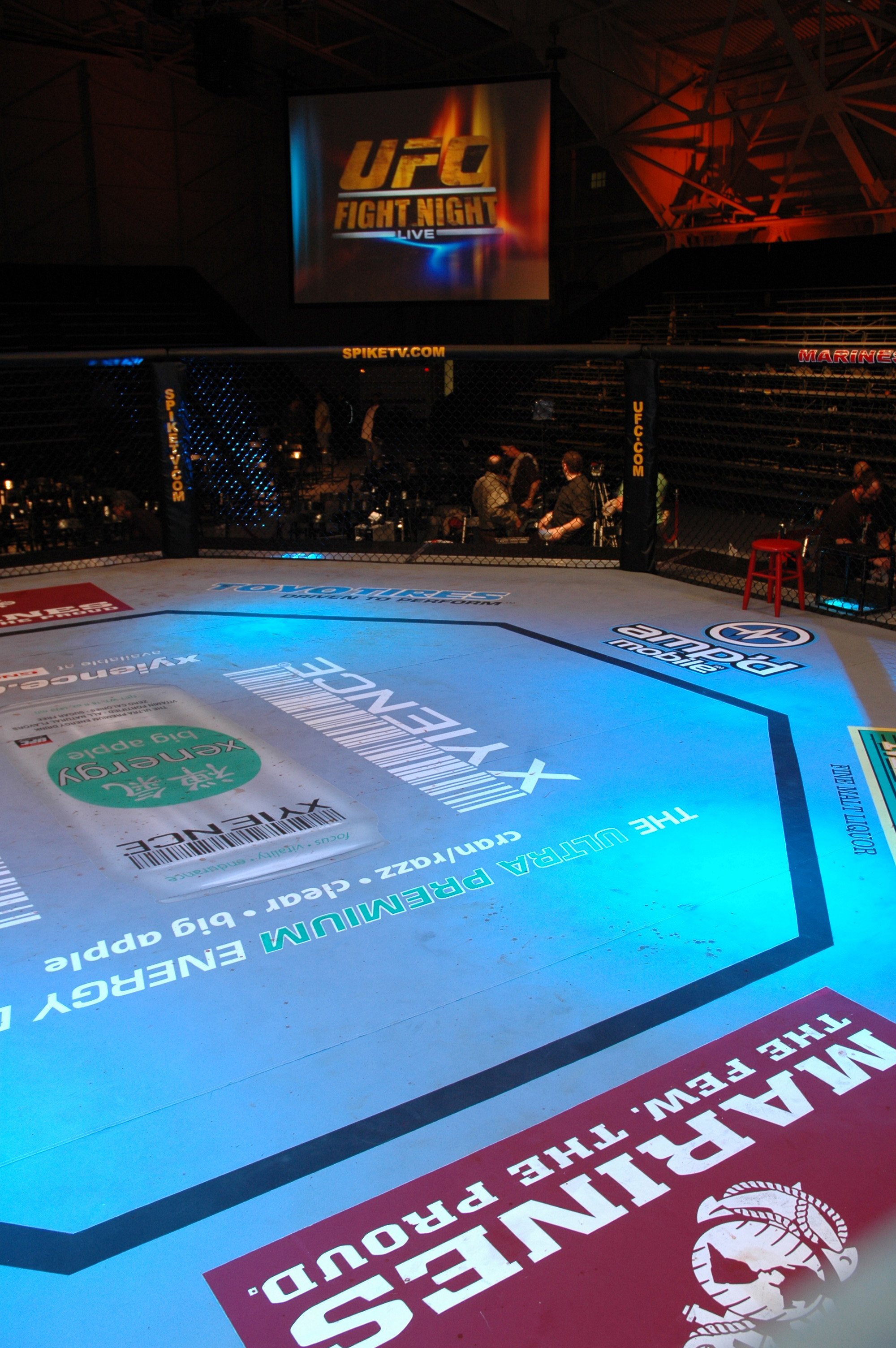
O octógono do Ultimate Fighting Championship

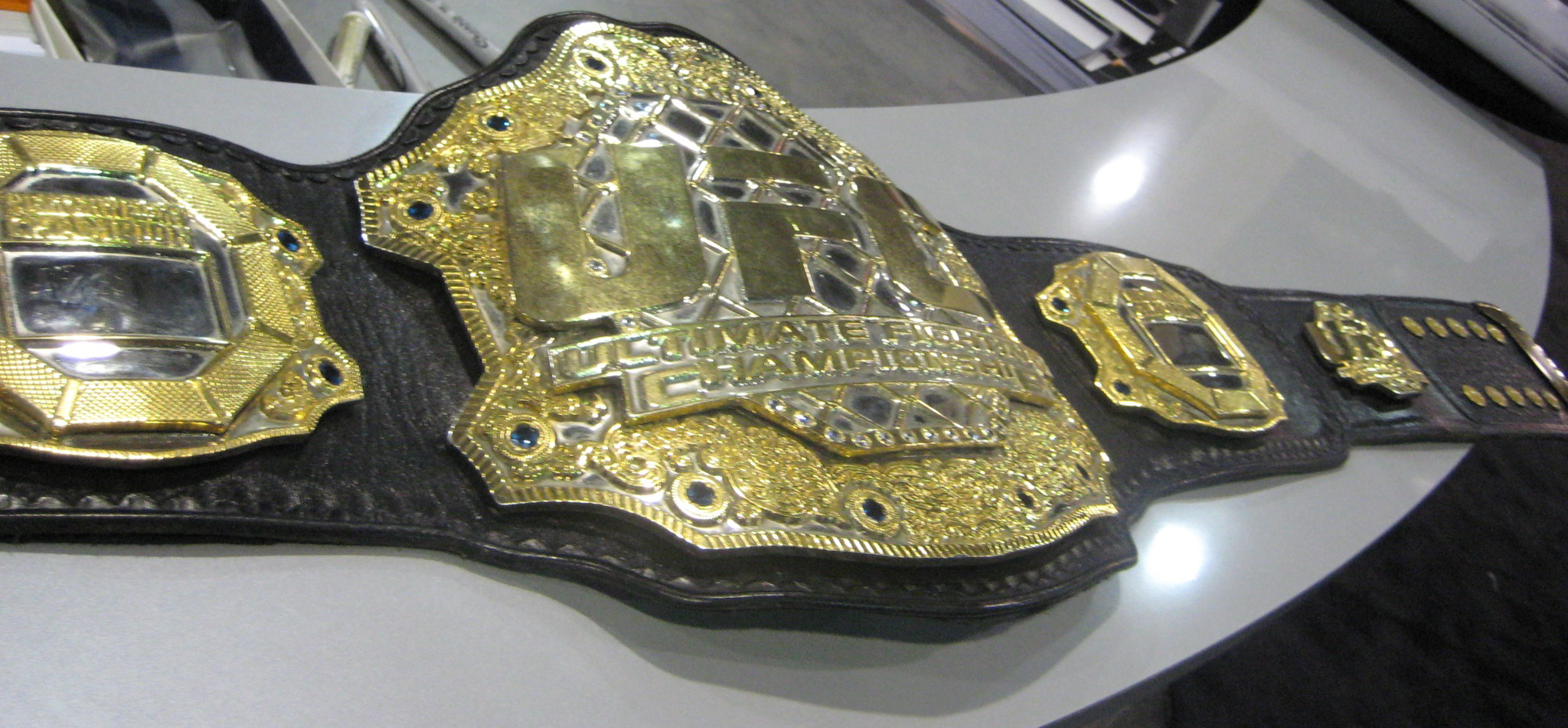
O antigo cinturão de campeão do Ultimate Fighting Championship

Ultimate Fighting Championship (UFC) é uma organização de Artes Marciais Mistas (MMA) que produz eventos ao redor de todo o mundo. Atualmente, UFC é a maior e mais popular organização no mundo, reconhecida por ter os melhores lutadores do mundo de MMA.                  O UFC possui doze categorias de peso (oito masculinas e quatro femininas) e mais de quinhentos lutadores de setenta e um países, tendo realizado mais de quinhentos eventos desde 1993. Tem sua base atualmente em Las Vegas nos Estados Unidos. Pertence e é operado pela Zuffa uma subsidiária integral do Grupo Endeavor. O UFC também já se destacou nos cinemas e outras mídias de empreendimentos comerciais, e também existem jogos eletrônicos licenciadas pelas empresas para produzir jogos.
O primeiro evento promovido pelo UFC ocorreu em Denver, Colorado em 1993, criado pelo executivo Art Davie e pelo artista marcial brasileiro Rorion Gracie. A proposta do evento era identificar a arte marcial mais efetiva, em uma luta entre competidores de diferentes tipos de luta, incluindo jiu-jitsu brasileiro, boxe, wrestling, muay thai, judô, karatê, Taekwondo, entre outras, em um evento de lutas sem regras. Resultando na vitória do jiu-jitsu brasileiro representado pelo brasileiro Royce Gracie. Em eventos subsequentes, passaram-se a adotar técnicas efetivas de mais de um tipo de luta, e novas regras foram implementadas, resultando no desenvolvimento das Artes Marciais Mistas (MMA).
O UFC era inicialmente propriedade do Semaphore Entertainment Group (SEG) até que teve problemas financeiros e foi vendido aos irmãos Frank e Lorenzo Fertitta em 2001, que formaram a empresa Zuffa para operar o UFC, e instalaram Dana White como presidente da empresa. Em 2016 o UFC foi vendido ao Grupo Endeavor por $4 bilhões. Em 2023 a Endeavor também comprou a promoção de Luta Livre Profissional WWE. O UFC se fundiria com a WWE para formar o TKO Group Holdings, uma nova empresa pública de propriedade majoritária da Endeavor, com Vince McMahon atuando como presidente executivo da nova entidade e White permanecendo como presidente do UFC.
Com um acordo de televisão a cabo e expansão para Canadá, Europa, Austrália, o Oriente Médio, Ásia, Brasil e novos territórios nos Estados Unidos, o UFC foi ganhando popularidade, junto com muita cobertura da mídia. Desde 2001, os telespectadores podem ver o UFC em pay-per-view nos E.U.A., Brasil, Austrália, Canadá, Nova Zelândia e Itália. O UFC, nos Estados Unidos, também é transmitido pela ESPN, pelo seu serviço de streaming ESPN+ e pela rede ABC. A ESPN também transmite o UFC no Reino Unido e na Irlanda, assim como em 150 países em 22 diferentes línguas ao redor do mundo. O UFC planeja agora continuar sua expansão mundial, apresentando shows constantemente no Reino Unido, no Canadá e no Brasil, estabilizando escritórios na Europa e no Brasil. O UFC também já realizou eventos na Alemanha, na Austrália e nos Emirados Árabes, com planos para realizar eventos no México, nas Filipinas e no Afeganistão.
O UFC também já comprou e absorveu organizações rivais como PRIDE Fighting Championships, World Extreme Cagefighting e Strikeforce.
A transmissão do UFC no Brasil, ocorre por pelo serviço de streaming próprio do UFC, o UFC Fight Pass, e na TV Aberta pela Rede Bandeirantes. A UFC em Portugal é transmitida pela Sport TV ou serviço de streaming próprio do UFC, UFC Fight.

## História

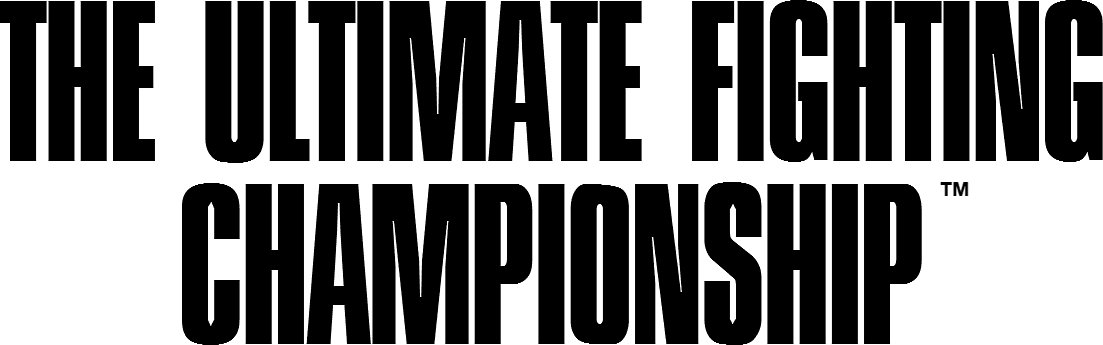
O logo anterior do UFC, usado entre 1993 e 1999

### Competição inicial – começo dos anos 1990

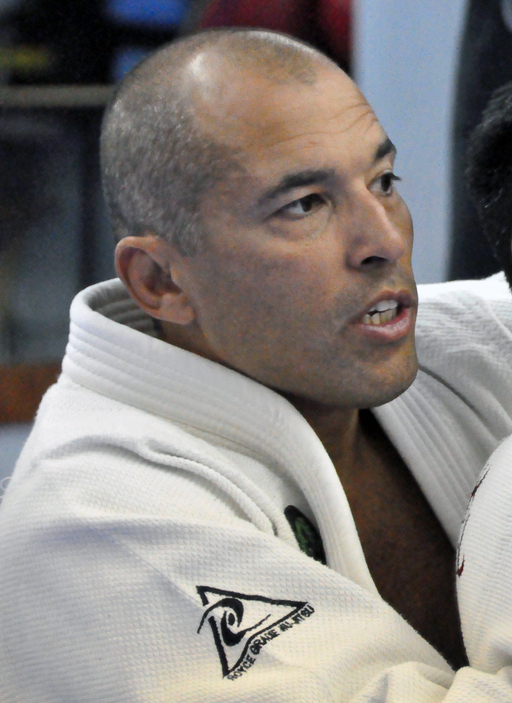
Royce Gracie usou Jiu-jitsu brasileiro nos primeiros anos do UFC para derrotar oponente com maior altura e força.

Art Davie propôs para Rorion Gracie e John Milius um torneio mata-mata com oito competidores chamado "War of the Worlds" (Guerra dos Mundos). O torneio foi inspirado por uma série de videos produzidos pela família Gracie no Brasil, aonde os estudantes de Gracie Jiu-Jitsu derrotavam mestres de artes marciais de vários tipo como karate, kung fu e kickboxing em torneios de Vale Tudo. O torneio teria artistas marciais de diferentes artes enfrentando um ao outro em combates sem regras para determinar a melhor arte marcial e iria propagar animação como nas lutas vistas por Davie nos vídeos. Na época Rorion Gracie estava procurando popularizar o Jiu-jitsu Gracie nos Estados Unidos, aceitou, já que teria teria a chance de demonstrar o Jiu-Jitsu contra oponentes de tamanho maior e de artes marciais mais famosas. John Milius, um notável diretor de filmes e roteirista, assim como estudante dos Gracie, concordou em ser o diretor de criação do evento. Davie fez o plano de negócios e vinte oito investidores contribuíram para o capital inicial para começar a WOW Promotions, com a intenção de desenvolver o torneio em uma franquia de televisão.
Em 1993, a WOW Promotions procurou um parceiro de televisão e se aproximou dos produtores de pay-per-view TVKO (HBO), SET (Showtime) e Campbell McLaren na Semaphore Entertainment Group (SEG). TVKO e SET recusaram a oferta, porém a SEG–uma pioneira em pay-per-view, que já produziu vários tipos de eventos–se tornou a parceira da WOW em maio de 1993.
A SEG contatou o diretor de arte de vídeos e filmes Jason Cusson, que havia trabalhado em filmes como Conan the Barbarian (no Brasil, Conan, o Bárbaro) e Red Dawn (no Brasil, Amanhecer Violento) para desenhar uma área de luta, Rorion e Davie não queriam um ringue tradicional, pois os lutadores poderiam escapar pelas cordas durante o grappling, e os executivos da SEG queriam diferenciar o evento do Boxe profissional e da Luta Livre profissional com uma identidade visual própria. Algumas sugestões incluíram cercar os lutadores com arame farpado, um fosso com jacarés e homens de toga. Eventualmente Cusson desenhou o licenciado "Octagon", uma arena de oito lados cercada por uma tela de arame. Cusson se manteve como Designer de Produção até o UFC 27. SEG deu o nome de The Ultimate Fighting Championship ao evento.
WOW Promotions e SEG produziram o primeiro evento, mais tarde chamado de UFC 1, na McNichols Sports Arena em Denver, Colorado no dia 12 de novembro de 1993. Art Davie participou do evento como matchmaker. O show propôs achar uma resposta para perguntas de fãs de esporte como: "Um wrestler pode vencer um boxeador?" Como a maioria dos artistas marciais da época, os lutadores tipicamente tinham habilidades em apenas um tipo de luta e tinham pouca experiência contra oponentes de diferentes tipos.
A transmissão televisiva teve os kickboxers Patrick Smith e Kevin Rosier, o lutador de savate Gerard Gordeau, o expert em karate Zane Frazier, o shootfighter Ken Shamrock, o lutador de sumô Teila Tuli, o boxeador Art Jimmerson e o faixa preta de Jiu-jitsu brasileiro de 79 kg Royce Gracie—irmão mais novo do co-fundador do UFC Rorion Gracie, o qual Rorion escolheu para representar sua família na competição. As habilidades em finalização de Royce Gracie se mostraram as mais efetivas no torneio inaugural, que o deram o primeiro título de torneio do UFC após finalizar Jimmerson, Shamrock e Gordeau em sucessão. O show se provou ser um extremo sucesso com 86.592 compras no pay-per-view.
Porém, os promotores não tinham a intenção de que o evento fosse o precursor de uma série. "O evento era para ser único", disse o eventual presidente do UFC Dana White. "Ele se deu tão bem no pay-per-view que eles decidiram fazer outro e outro. Nunca em um milhão de anos eles pensaram que estavam criando um esporte."
Sem classes de peso, lutadores frequentemente enfrentaram oponentes mais altos e pesados. Keith "The Giant Killer" Hackney enfrentou Emmanuel Yarborough no UFC 3 com uma desvantagem de 23 cm e 180 kg. Muitos artistas marciais acreditavam que técnica poderia ser mais importante que desvantagens em tamanho e peso e um lutador com muita habilidade poderia usar o peso e a força de um oponente contra ele. Com o lutador de 79 kg Royce Gracie vencendo três dos quatro primeiros eventos, o UFC rapidamente provou que o tamanho nem sempre determina o resultado da luta.

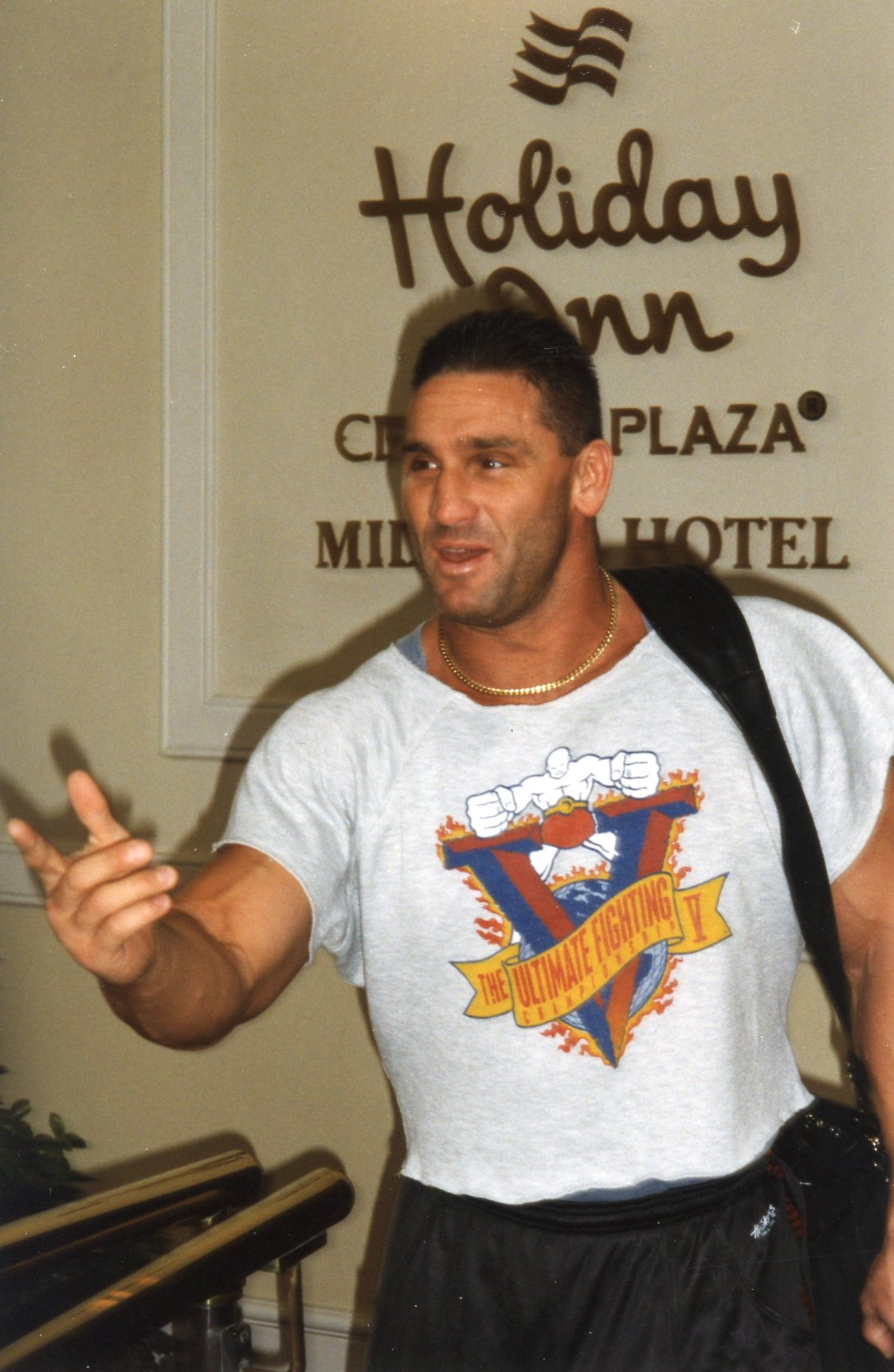
Ken Shamrock usando uma camisa do UFC 5 em um evento da WWE, onde também fazia lutas em seus eventos.

Durante esta parte inicial da organização, o UFC mostraria uma grande variação de estilos e lutadores. Além dos mais citados Royce Gracie, Ken Shamrock e Patrick Smith, as competições também contaram com participações do Hall da Fama Dan Severn, além de Marco Ruas, Gary Goodridge, Don Frye, Kimo Leopoldo, Oleg Taktarov e Tank Abbott.
Em abril de 1995, após o UFC 5 em Charlotte, North Carolina, Davie e Gracie venderam suas partes na franquia para a SEG e debandaram a WOW Promotions. Davie continuou com a SEG agendando os eventos e como matchmaker, assim como comissário até dezembro de 1997.

#### Emergência de regras rigorosas
Apesar do UFC ter usado o slogan "There are no rules!" ("Não há regras!") no começo dos anos 90, eles operavam com regras limitadas. Era banido "pescar" (cortes e dedos em orifícios), dedos nos olhos e mordidas, além disso eram permitidos mas reprendidos movimentos como puxar o cabelo, cabeçadas e ataques na região genital.
De fato, em uma luta qualificatória do UFC 4, os competidores Jason Fairn e Guy Mezger concordaram em não puxar os cabelos—como ambos usaram rabos de cavalo no cabelo para a luta. Além disso, o mesmo evento viu uma luta entre Keith Hackney e Joe Son, onde Hackney acertou uma série de golpes na região genital contra Son no chão.
O UFC tinha uma reputação, principalmente nos primeiros eventos, de ser um evento extremamente violento, como mostrou um aviso no começo do UFC 5 que precaveu os espectadores contra a natureza violenta do esporte.
O UFC 5 também teve a primeira luta fora do torneio, uma revanche entre o primeiro e três vezes campeão do UFC Royce Gracie e Ken Shamrock, chamada de "A Superluta". Isto provou ser um importante avanço, porque essas lutas separadas teriam lutadores que não tinham sofrido nenhum dano físico em uma luta anterior do mesmo evento, diferente das lutas do torneio. Lutas únicas se tornariam uma marca do UFC nos anos posteriores.
"A Superluta" começou como uma luta fora do torneio que determinaria o primeiro campeão do UFC para os vencedores do torneio enfrentarem; depois acabou envolvendo um confronto que poderia ter lutas com disputas de título ou sem disputas de título. A "Superluta" eventualmente ficaria totalmente a parte de lutas dos torneios; desde o UFC Brazil, o UFC abandonou o formato de torneio para uma card inteiro de lutas separadas (fora por uma único torneio no UFC Japan, onde só apareceram lutadores japoneses). UFC 6 foi o primeiro evento a coroar um campeão do UFC fora do torneio, Ken Shamrock.
Por outro lado, a primeira "Superluta" no UFC 5 foi também considerada um fracasso. No primeiro minuto de luta Shamrock derrubou Royce no chão e caiu dentro de sua guarda. Nos próximos 30 minutos Shamrock ficou dentro na guarda de Royce, com os dois desferindo golpes entre si mas sem nenhuma mudança ou ação, com o público vaiando os lutadores. Após 30 minutos a luta foi interrompido pois havia batido o limite do horário alocado para o pay-per-view e foi dado mais 5 minutos de acréscimos devido a protestos dos espectadores. A luta acabou após 36 minutos e declarado um empate.
Por conta dessa controversa luta, o UFC introduziu limites de tempo, juízes para decidir empates e autorizou os árbitros a levantar os lutadores e recomeçar a luta se tiverem muita inatividade.

### Controvérsia e reforma – fim dos anos 1990
A natureza violenta do esporte em crescimento atraiu a atenção de autoridades dos Estados Unidos.

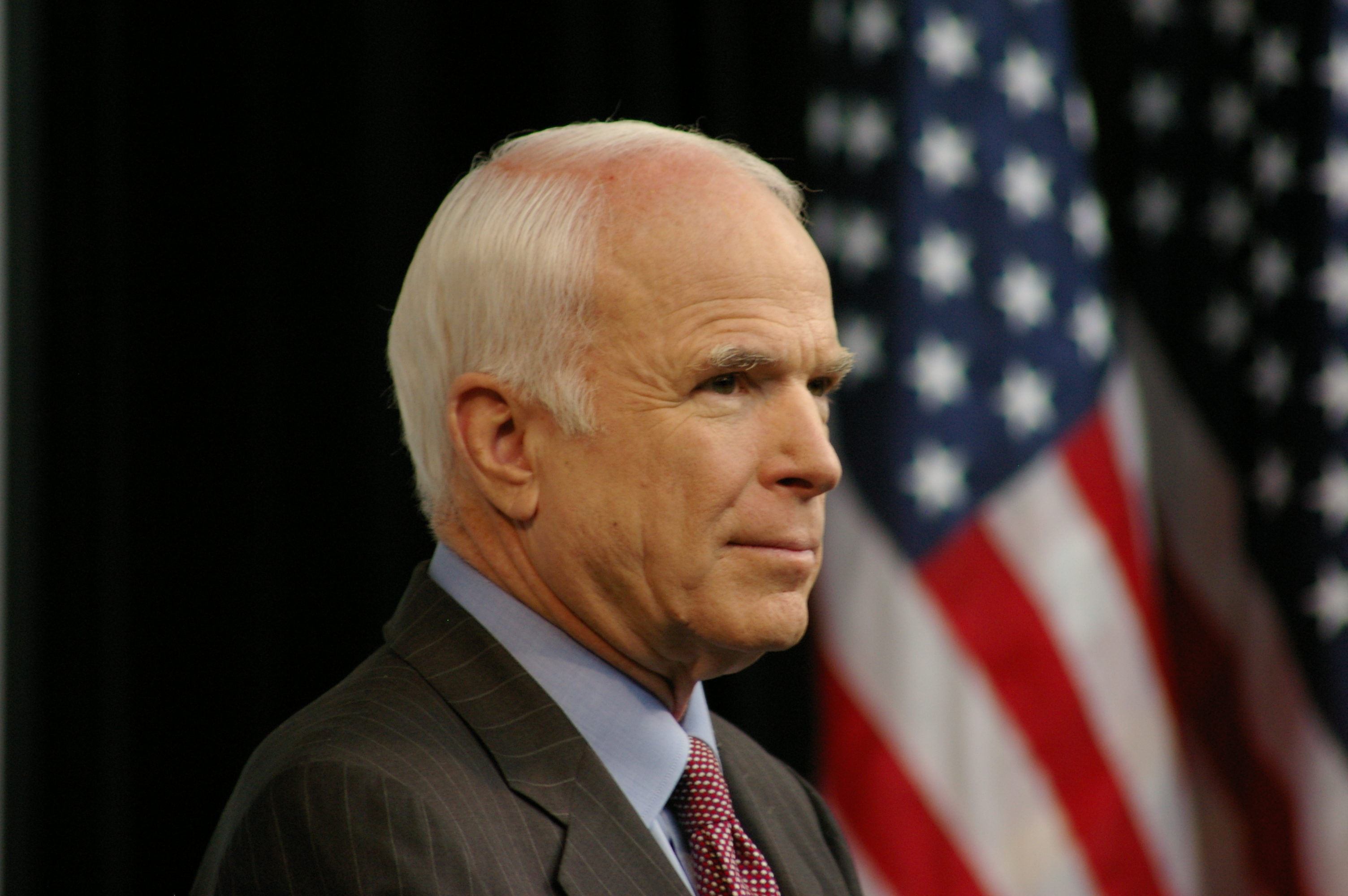
Antes da reforma, o senador John McCain destacadamente se opôs ao UFC.

 O senador John McCain (R-AZ) viu uma fita dos primeiros eventos do UFC e imediatamente achou-os repugnantes. O próprio McCain liderou uma campanha para banir o UFC, chamando-o de "lutas de galo humanas" e mandando cartas para os governadores de todos os cinquenta estados dos Estados Unidos pedindo-lhes que banissem o evento.
Trinta e seis estados promulgaram leis que baniram lutas sem regulamentação, incluindo Nova York, que promulgou o banimento na véspera do UFC 12, forçando uma realocação do evento para Dothan, Alabama. O UFC continuou a ser transmitido no pay-per-view da DirecTV, apesar da audiência se tornar minúscula comparada com as grandes companhias de PPV da época.
Em resposta às críticas, o UFC aumentou sua cooperação com as comissões atléticas estaduais e redesenhou suas regras para remover os elementos menos atrativos de suas lutas enquanto manteve os elementos centrais de golpes e grappling. O UFC 12 viu a introdução de classes de pesos e o banimento da "pescaria". Para o UFC 14, as luvas se tornaram obrigatórias, enquanto chutes na cabeça de um oponente no chão (tiro de meta) foram banidas. No UFC 15 houve limitações em puxadas de cabelo e o banimento de golpes atrás do pescoço e da cabeça, cabeçadas, manipulações em pequenas articulações e golpes na virilha. Com rounds de cinco minutos introduzidos no UFC 21, o UFC gradualmente repaginou a si mesmo mais como um esporte do que como um espetáculo.
Liderados pelo comissário do UFC Jeff Blatnick e o árbitro John McCarthy, o UFC continuou a trabalhar com as comissões atléticas estaduais. Blatnick, McCarthy e o matchmaker Joe Silva criaram um manual de políticas, procedimentos, códigos de conduta e regras para ajudar a tornar o UFC sancionado pelas comissões atléticas, muitas das quais existem até hoje. Blatnick e McCarthy viajaram por todo o país, educando e mudando as percepções sobre um esporte que se pensava ser sanguinário e desumano. Em abril de 2000, o movimento dele havia claramente feito um impacto. A Califórnia estava posicionada para ser o primeiro estado dos Estados Unidos a assinar um conjunto de regras para dirigir o MMA Logo após, o estado de Nova Jérsei adotou a mesma posição.
Conforme o UFC continuou a trabalhar com as comissões atléticas, eventos ocorreram em mercados menores dos Estados Unidos, incluindo Iowa, Mississippi, Luisiana, Wyoming e Alabama. A SEG não conseguiu lançamentos em VHS entre o UFC 23 e o UFC 29. Com outras promoções de artes marciais mistas sendo sancionadas dentro do país, a International Fighting Championships (IFC) assegurou o primeiro evento sancionado de MMA nos Estados Unidos, que ocorreu em Nova Jérsei em 30 de setembro de 2000. Apenas dois meses depois, o UFC promoveu seu primeiro evento sancionado, o UFC 28, dentro das "Regras Unificadas" do New Jersey State Athletic Control Board (SACB).
Conforme as regras do UFC começaram a se desenvolver, seu competidores evoluíram também. Lutadores notáveis do UFC nessa era incluem os membros do Hall da Fama Mark Coleman, Randy Couture, Chuck Liddell, Matt Hughes e Tito Ortiz, assim como os notáveis lutadores Vitor Belfort, Mark Kerr, Pedro Rizzo, Murilo Bustamante, Pat Miletich,  Frank Shamrock, Mikey Burnett, Jeremy Horn, Pete Williams, Jens Pulver, Evan Tanner, Andrei Arlovski e Wanderlei Silva, entre outros.

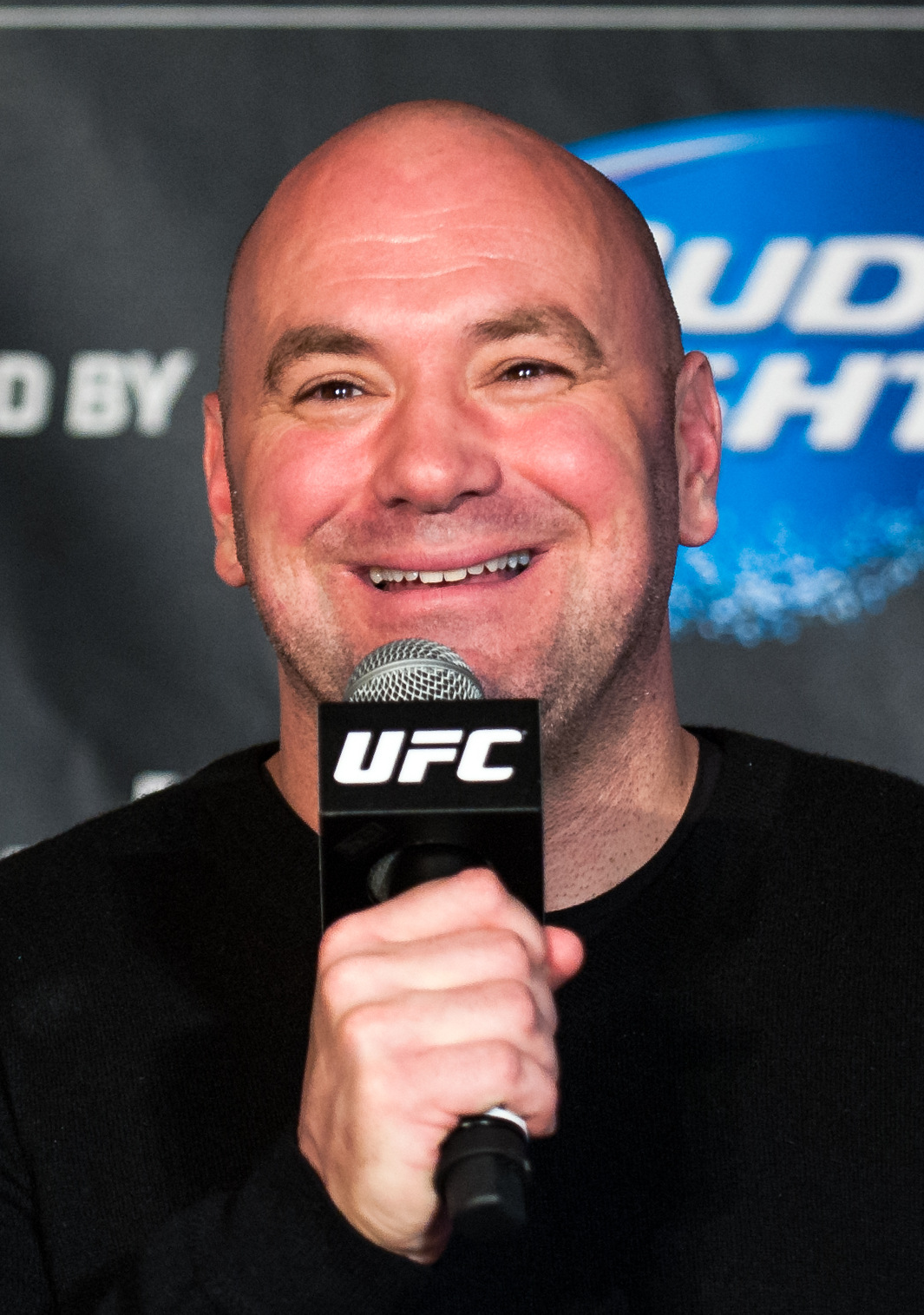
Dana White em 2015

### Era Zuffa - a partir 2001
Após uma longa batalha para ser sancionado e à beira da falência, o SEG se reuniu com os executivos do Station Casinos, Frank e Lorenzo Fertitta e o empresário Dana White em 2001. White era treinador e promotor de boxe em Las Vegas, onde acabou conhecendo e se tornado empresário dos lutadores Chuck Liddell e Tito Ortiz. Ele descobriu que Bob Meyrowitz estava vendendo o UFC e convenceu seus amigos, os irmãos Fertitta a comprarem a organização.
Um mês depois, em janeiro de 2001, os Fertittas e Dana White compraram o UFC por 2.000.000 de dólares (dois milhões de dólares) e criaram a Zuffa, empresa que passava a ter a patente controladora do campeonato. Tendo relações com a Comissão Atlética de Nevada (Lorenzo Fertitta já havia sido seu membro), a Zuffa conseguiu assegurar aprovação para realizar lutas em Nevada em 2001. Pouco tempo depois, no UFC 33, a competição retornou ao pay-per-view da tv a cabo americana.
O Ultimate continuou crescendo em popularidade após a compra pela Zuffa, devido a fortes propagandas, grandes patrocínios, a volta ao pay-per-view e à venda de DVDs. Com grandes eventos em lugares famosos como o Cassino Trump Taj Mahal e a MGM Grand Garden Arena e com as vendas em pay-per-view voltando a crescer, o Ultimate conseguiu seu primeiro acordo na televisão com a Fox Sports e com o The Best Damn Sport Show, que realizou a primeira luta de artes marciais mistas na televisão a cabo americana, em junho de 2002, no UFC 37.5 (Vitor Belfort vs. Chuck Liddell). Em seguida, a Feature Story News passou a transmitir os melhores momentos das lutas. No UFC 40, as compras de pay-per-view renderam 978.150 dólares em uma programação que tinha, como evento principal, a luta entre Tito Ortiz e Ken Shamrock. O sucesso do evento foi o suficente para manter o UFC longe da falência e foi visto como primeiros sinais que o MMA poderia sobrevivir e prosperar no cenário estadunidense. Apesar do sucesso, o UFC ainda apresentava dívidas e, em 2004, a Zuffa havia perdido 34 milhões dólares com a compra.

### Aumento na popularidade - meados dos anos 2000

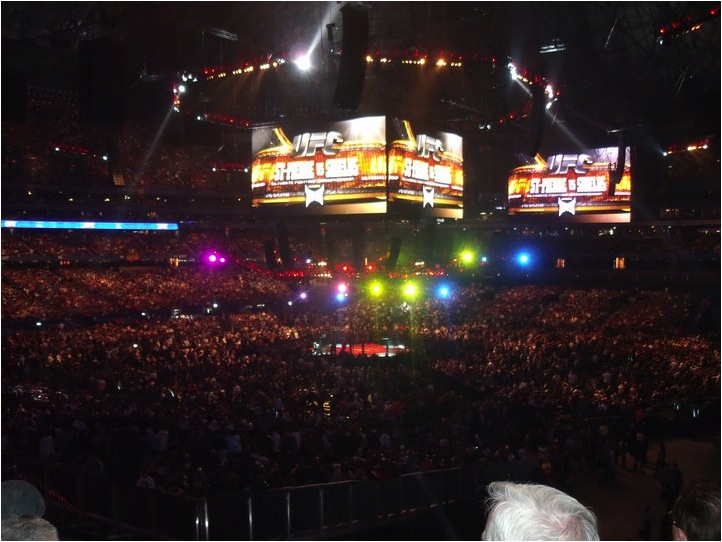
UFC 129 teve um recorde de público para a organização.

Com o aumento da popularidade dos "reality shows", chegou o momento do UFC ter seu próprio "reality show", o The Ultimate Fighter (TUF). Várias emissoras rejeitaram o projeto, que foi aceito pela Spike TV. Com a oferta de arcar com os 10 milhões de custos com a produção, eles conseguiram fechar o negócio. O reality show segue a vida diária de um grupo de lutadores amadores ou profissionais menos conhecidos enquanto treinam para um torneio onde será decidido quem se juntará ao UFC. Em janeiro de 2005, a Spike TV lançou a série e o show se tornou um sucesso imediato, tornando-se um dos programas com mais audiência da Spike TV e transmitindo uma luta memorável entre Forrest Griffin contra Stephan Bonnar nas finais, que ficou conhecida como a luta do ano. Depois dessa temporada, já ocorreram outras 17.ª temporadas nos Estados Unidos e 3 no Brasil.
Seguido pelo sucesso do reality show, a Spike TV levou ao ar o UFC Unleashed, uma hora de programa semanal, com lutas de diferentes eventos, e também assinou um contrato para transmitir o UFC Fight Night.
Com visibilidade alardente, os números de pay-per-view aumentaram exponencialmente. O UFC 52, primeiro evento após o The Ultimate Fighter, foi vendido para 280 000 pessoas pelo pay-per-view, quase o dobro de seu antigo recorde. A revanche entre Couture e Liddell no UFC 57 teve 410.000 compras de PPV. O Evento UFC 60 que contou com o brasileiro Royce Gracie teve nada menos que 625.000 compras de PPV. UFC 61, teve 775 000. Desde então as vendas do PPV do UFC não param de crescer. A média atual é de mais de um milhão de vendas por eventos, gerando 222 766 000 dólares somente com vendas do PPV em 2006, superando o boxe e a WWE.
O UFC atualmente tem exibido alguns eventos ao vivo na TV Aberta americana. Foram anteriormente exibidas pelos canais Fox, FX, e Fuel TV. Todas elas já exibiram quatro eventos em TV Aberta cada, sendo a Fox a única a transmitir uma disputa de cinturão. Atualmente eventos são transmitidos na ABC e ESPN.

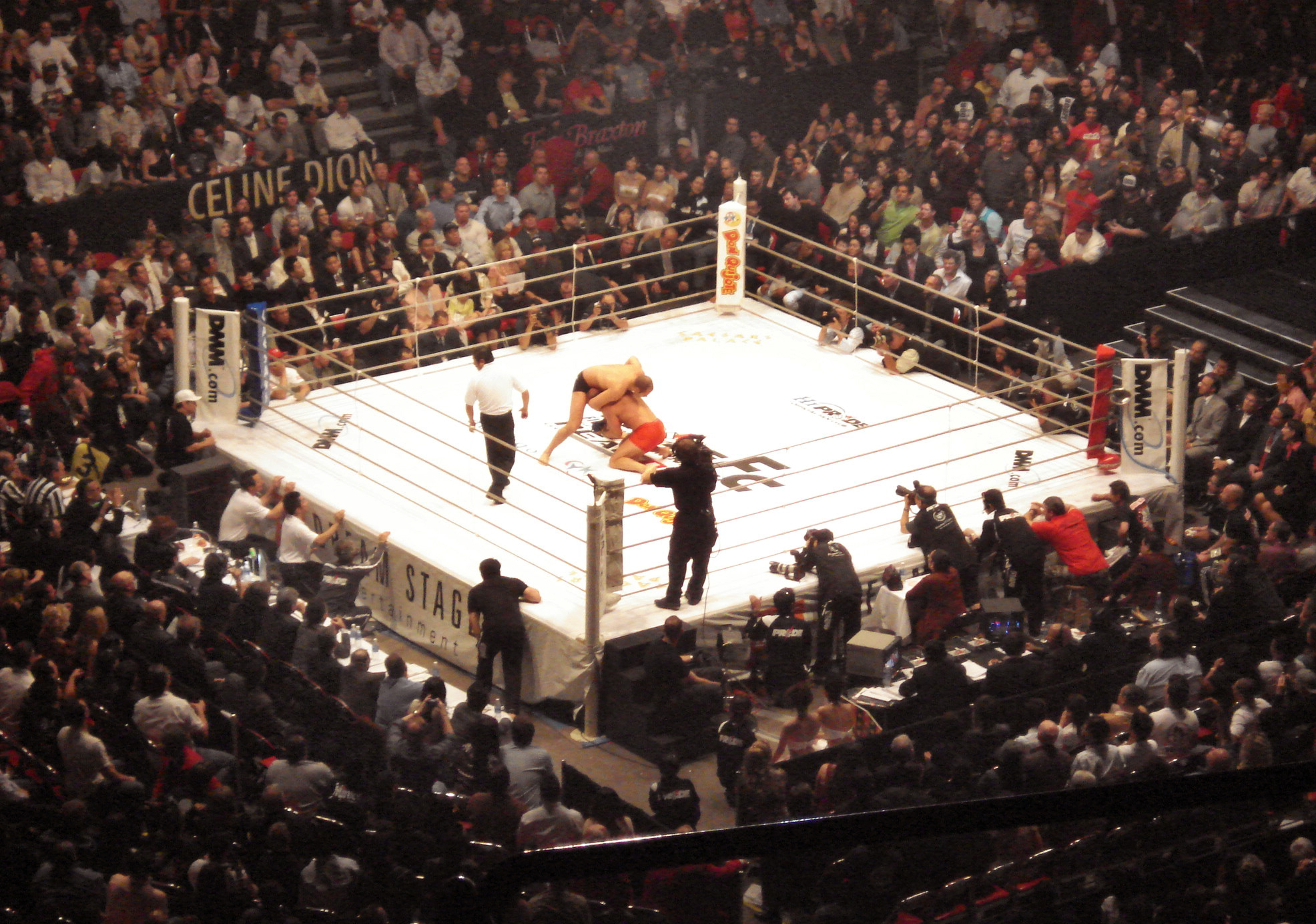
Luta no PRIDE em 2007. Durante o seu auge, o PRIDE era considerado maior que o UFC em número de audiência e qualidade de lutas.

### Dominando o mercado
Em 1997 foi fundando no Japão o PRIDE Fighting Championships, o maior concorrente do UFC. Enquanto nessa época o UFC lutava contra perseguição política e problemas financeiros, o PRIDE fazia os maiores e mais populares eventos de MMA no mundo. Entretanto, em 2006 a empresa foi atingida por um escândalo, onde foram reveladas conexões entre o PRIDE e a Yakuza, levando ao fim dos grandes contratos com transmissoras japonesas e uma crise financeira na companhia.
Em março de 2007, os irmãos Fertitta anunciaram a compra do PRIDE Fighting Championships, prometendo manter ambos os eventos e possibilitar um intercâmbio de lutadores. Comparando com a Fusão AFL-NFL e até com planos de realizar uma "Super Bowl do MMA". Porém isso não aconteceu, nenhum evento no Japão ocorreu com a organização dos americanos, e o PRIDE foi extinto, tendo o UFC apenas incorporado parte de seus lutadores ao seu elenco. O motivos apontados seria que a marca "Pride" foi manchado pelas conexões com a Yakuza, não conseguindo contratos com transmissoras locais. Alguns nomes do PRIDE acabaram indo para organizações menores. Com a extinção do PRIDE e a incorporação de alguns dos seus principais lutadores, o UFC tornou-se indiscutivelmente o mais prestigiado evento de MMA do mundo. Em 2008 foi criado o DREAM, evento japonês tido como o sucessor do antigo PRIDE.
Em 2006 a Zuffa comprou a promoção menor World Fighting Alliance (WFA), também baseada em Las Vegas. A WFA havia fechado contratos com grandes lutadores da época, principalmente Quinton "Rampage" Jackson, mas o evento acabou sendo um desastre financeiro. A Zuffa adquiriu a marca, propriedade intelectual, biblioteca de gravações, mas mais importante, os contratos.

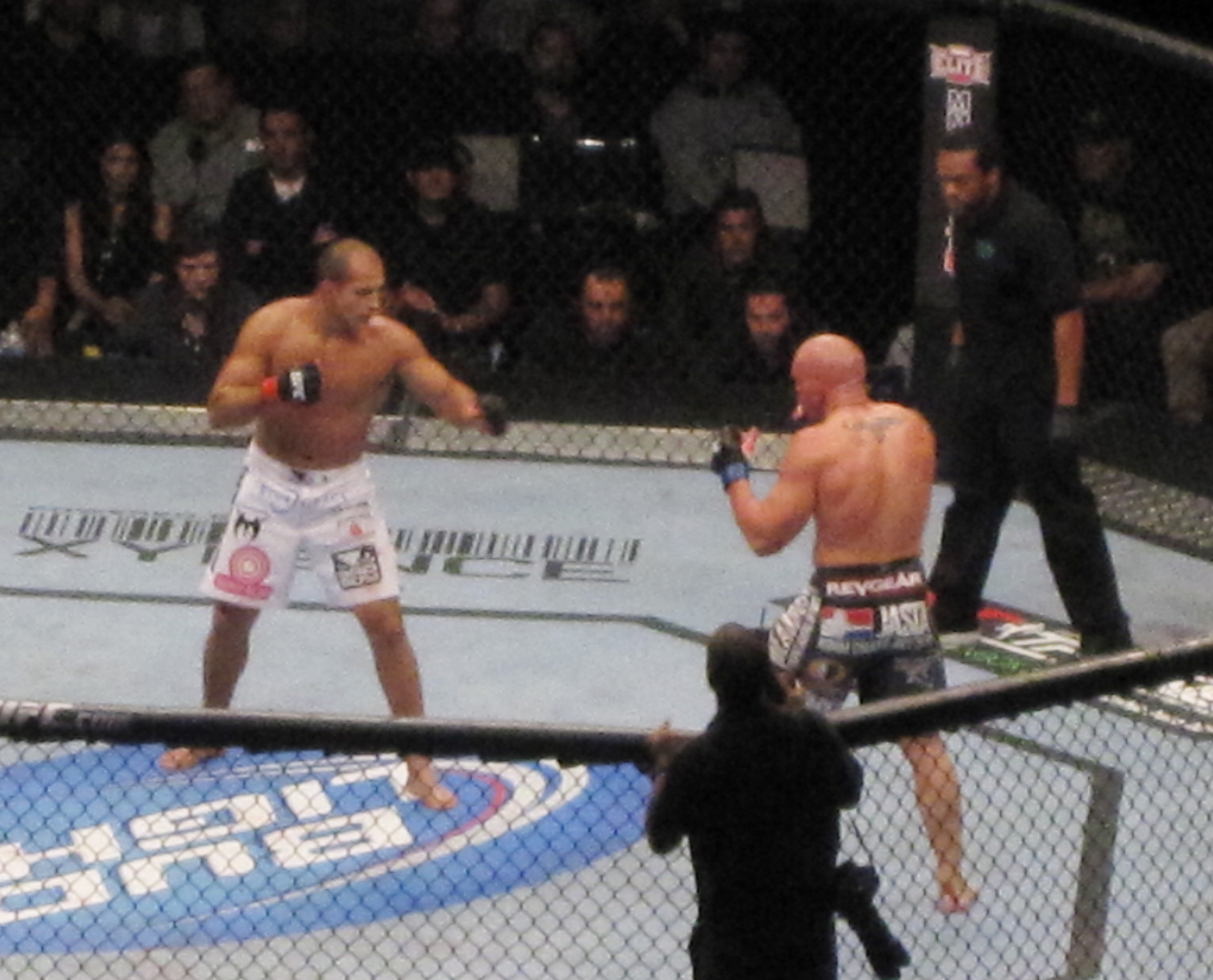
Júnior dos Santos contra Shane Carwin no UFC 131.

Em 2001 foi fundando a World Extreme Cagefighting (WEC) e em 2006 a Zuffa adquiriu a WEC, transformando a organização para focar em categorias de peso mais leves, inferiores a 70 kg. No mês de Outubro de 2010 o presidente do UFC e representante frente a Zuffa Dana White, anunciou que o WEC iria se fundir com o UFC, a fusão teve início oficial em 1.º de janeiro de 2011 no UFC 125: Resolution. Os títulos da WEC passaram a ser campeões do UFC (como no caso do peso-pena José Aldo) ou tiveram que lutar com os campeões do UFC para unificar os títulos (como foi o caso do peso-leve Anthony Pettis).
Em 14 de Março de 2011, foi anunciado que a Zuffa comprou seu maior rival nos Estados Unidos o Strikeforce, o evento porém não foi extinto de imediato, ele ocorreu até o fim do contrato com o canal Showtime em 2013, e assim com WEC e PRIDE, seus lutadores principais foram transferidos ao UFC.

### Acordo com a Reebok e a Era Endeavor - 2014 e 2016
Em 2014 foi firmado um acordo entre a Zuffa e a empresa de materiais esportivos Reebok onde os lutadores do UFC começariam exclusivamente a usar uniformes da Reebok a partir de 2015. O acordo proibia os lutadores de usarem material próprio, não podendo aparecer os seus próprios patrocinadores durante a transmissão das lutas, w não apenas dentro do Octógono mas antes em conferências em pré-luta e até nas roupas dos corners dos lutadores. Além disso, o pagamento do acordo com a Reebok seria estruturado em uma pirâmide dependendo dos rankings e pagaria muito pouco aos lutadores de ranking baixo. O acordo foi criticado por fãs, membros da mídia e os próprios lutadores, alguns lutadores como Júnior dos Santos relataram que estavam perdendo milhões em patrocínio, com alguns chamando de "exploração" e Vitor Belfort chamando o acordo de "escravidão". O lutador Gegard Mousasi, que tinha grandes chances de lutar pelo cinturão foi um dos primeiros a criticar o UFC, saindo da organização para o concorrente Bellator e acusando do acordo ter sido feito cinicamente apenas para "vender o UFC".
Em julho de 2016 é anunciada a venda do UFC para o grupo americano WME-IMG (Grupo Endeavor) pela quantia de 4 bilhões de dólares. Lorenzo e Frank Fertitta venderiam a Zuffa para o conglomerado, enquanto Dana White continuaria presidente do UFC. Em 2019 o Grupo Endeavor abriu uma oferta pública inicial. O formulário detalhou a receita da Endeavor foi de US $ 3,61 bilhões em 2018 com uma receita líquida de US $ 100,1 milhões após os ajustes, e os riscos potenciais envolvidos de ser potencialmente processado "por alegada deficiência neurocognitiva de longo prazo decorrente de concussões", "negociação coletiva para sindicalizar os atletas de MMA" e "cinco ações judiciais coletivas relacionadas alegando que o UFC violou a Seção 2 da Lei Antitruste Sherman de 1890 ao monopolizar o suposto mercado de serviços de atletas profissionais de MMA de elite". O Grupo Endeavor começou a ser comercializado na Bolsa de Valores de Nova Iorque em 2021.
Em 2018 o UFC terminou sua parceria com a Fox e fechou um acordo de 1,5 bilhões com a Walt Disney Direct-to-Consumer & International para transmitir seus eventos por serviços da Walt Disney Company, os eventos do UFC seriam transmitidos agora pela ESPN com tanto seus pay-per-views quanto os eventos Fight Night no serviço de streaming ESPN+, além de transmissões na TV aberta pela ABC.
Em 2020 o acordo com a Reebok encerrou e foi substituído por um semelhante com a empresa de materiais esportivos Venum. Apesar de ainda não poderem usar seus próprios patrocinadores, o novo acordo foi mais elogiado por pagar mais aos lutadores e permitir um nível maior de personalização.

### Transmissão no Brasil
O primeiro evento do UFC transmitido em TV aberta no Brasil foi o UFC 37.5, em 2002. Com um pequeno delay, o SBT transmitiu a luta principal entre Vitor Belfort (que 2 meses antes havia participado da Casa dos Artistas) e Chuck Lidell. Segundo Belfort, o UFC teria oferecido os direitos de transmissão de futuros eventos do UFC de graça, mas Silvio Santos teria recusado.
Por muitos anos, os eventos do UFC foram transmitidos ao vivo em TV por assinatura via pay-per-view pelo canal Combate, além do SporTV e pela Rede Globo, em TV Aberta (de outubro de 2011 a 2018). De 2009 até setembro de 2011, a RedeTV! era quem transmitia o UFC na TV aberta do país. Os eventos eram transmitidos dentro do programa UFC sem Limites, que apresentava reprises dos melhores combates já realizados no UFC desde a sua criação.
Em 2007, o canal Combate fez a primeira transmissão ao vivo do UFC, com o desafio entre Anderson Silva e Travis Lutter, a primeira defesa de cinturão do Spider na organização.
No dia 5 de fevereiro de 2011 aconteceu a luta que foi o divisor de águas do MMA no Brasil. No UFC 126, a chamada Luta do Século pôs frente a frente Anderson Silva e Vitor Belfort, no duelo que mudou o MMA de patamar no país. A partir deste evento, o interesse pelo esporte, e por consequência as audiências dos eventos, só cresceram. Para se ter uma ideia, o programa Sensei SporTV, exibido minutos antes do UFC 126, obteve a maior audiência do canal SporTV de todo o sábado, incluindo os jogos de futebol, além de ter liderado a audiência no horário nas tvs pagas. Além disso, o canal Combate registrou aumento de 25% do número de assinantes em apenas 1 mês.

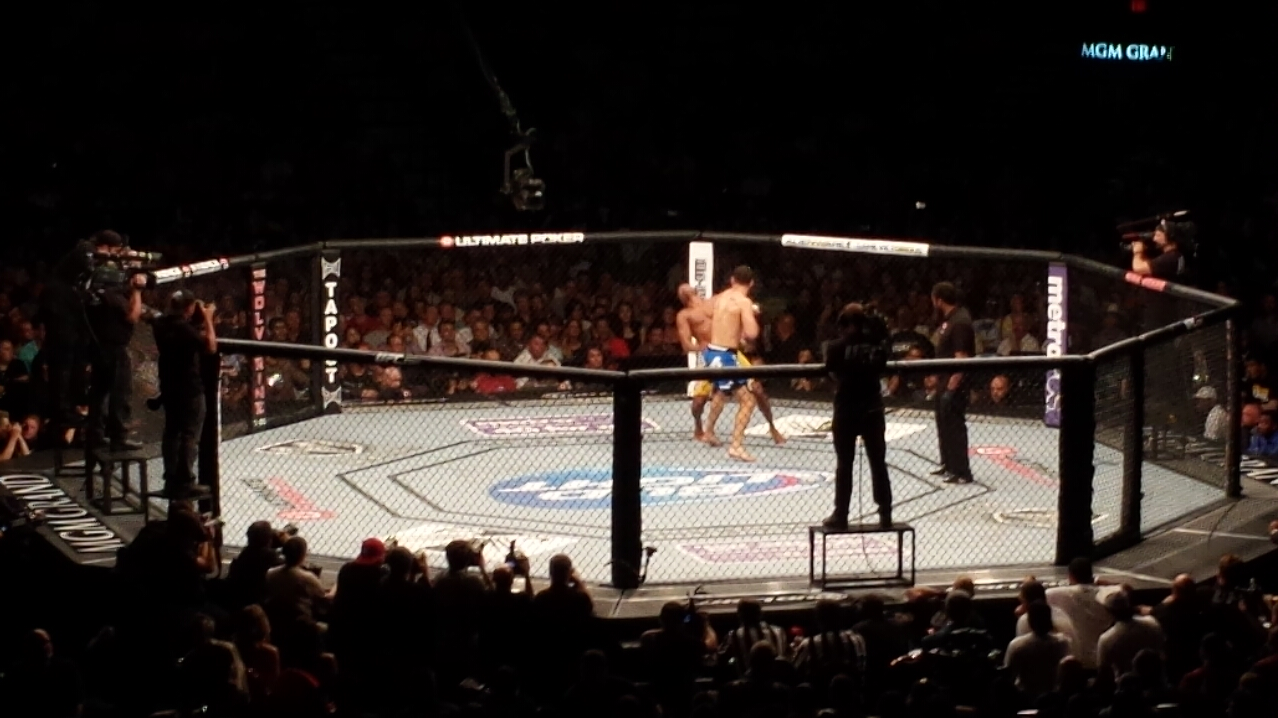
Chris Weidman nocauteia Anderson Silva em uma zebra histórica durante o UFC 162.

Aproveitando este sucesso, em 27 de agosto de 2011, a RedeTV! resolveu exibir o UFC Rio ao vivo, na íntegra, dentro do programa UFC sem Limites. Com isso, esta foi a primeira vez em que um evento do UFC foi exibido ao vivo e na integra por um canal de TV aberta no Brasil. A aposta mostrou-se de fato acertada, e a emissora ficou em segundo lugar e alguns minutos na liderança em audiência nacional, com 12,8 pontos em São Paulo (a maior de sua história para o horário, correspondendo a quase dez vezes a audiência do canal em sua média/dia (das 7h à meia-noite), que ficava na casa do 1,5 ponto). Isto fez com que as emissoras concorrentes passassem a ter interesse neste esporte.
De acordo com um comunicado divulgado pela Rede Globo de Televisão no dia 27 de outubro de 2011, a emissora passou a ter exclusividade para exibir ao vivo todos os eventos do UFC no Brasil e três no exterior, além das edições brasileiras do reality show The Ultimate Fighter (TUF).
No dia 12 de novembro de 2011, com o nome de "UFC Combate", ocorreu a primeira transmissão pela Rede Globo.
Na madrugada entre os dias 26 e 27 de maio (sábado e domingo, respectivamente), a Rede Globo gerou polêmica após transmitir a luta principal do UFC 146 (Júnior Cigano contra Frank Mir) dizendo ser ao vivo, mais de meia hora depois de ela ter ocorrido. Enquanto a luta acontecia no casino MGM Grand Garden Arena, a Globo exibia o filme A Casa das Coelhinhas no Supercine. Por volta de 1h30, a Globo começou a transmissão do evento, e o narrador Sérgio Maurício anunciou a luta como “ao vivo”, 35 minutos após Cigano vencer o combate. Novamente a Globo transmitiu outra edição do UFC, o UFC 148, dizendo ser ao vivo, porém a luta já tinha acabado há cerca de 30 minutos, gerando revolta nos admiradores do esporte.
Sobre o UFC 148, um número interessante: a crônica do confronto Anderson Silva x Chael Sonnen, publicada na editoria do canal Combate no SporTV.com, tornou-se a matéria mais lida na história do site, com mais de 1,7 milhão de acessos. Segundo o site Google Analytics, estes números ajudaram o site a bater o recorde semanal de páginas vistas, de visitas e de visitantes únicos, enquanto no domingo foi batido o recorde diário de páginas acessadas e de visitantes únicos.
A partir de 2018, a Globo retirou o UFC da TV aberta, transmitindo os cards preliminares pela SporTV e os cards principais pelo pay-per-view no Canal Combate.
Em 2022, a Globo e o UFC terminaram a parceria e o UFC trocou a transmissora pela Rede Bandeirantes, retornando a presença do UFC para a TV aberta, além de lançar seu próprio serviço de streaming, o UFC Fight Pass. A Band transmite os cards preliminares, enquanto o Fight Pass passo os cards principais.

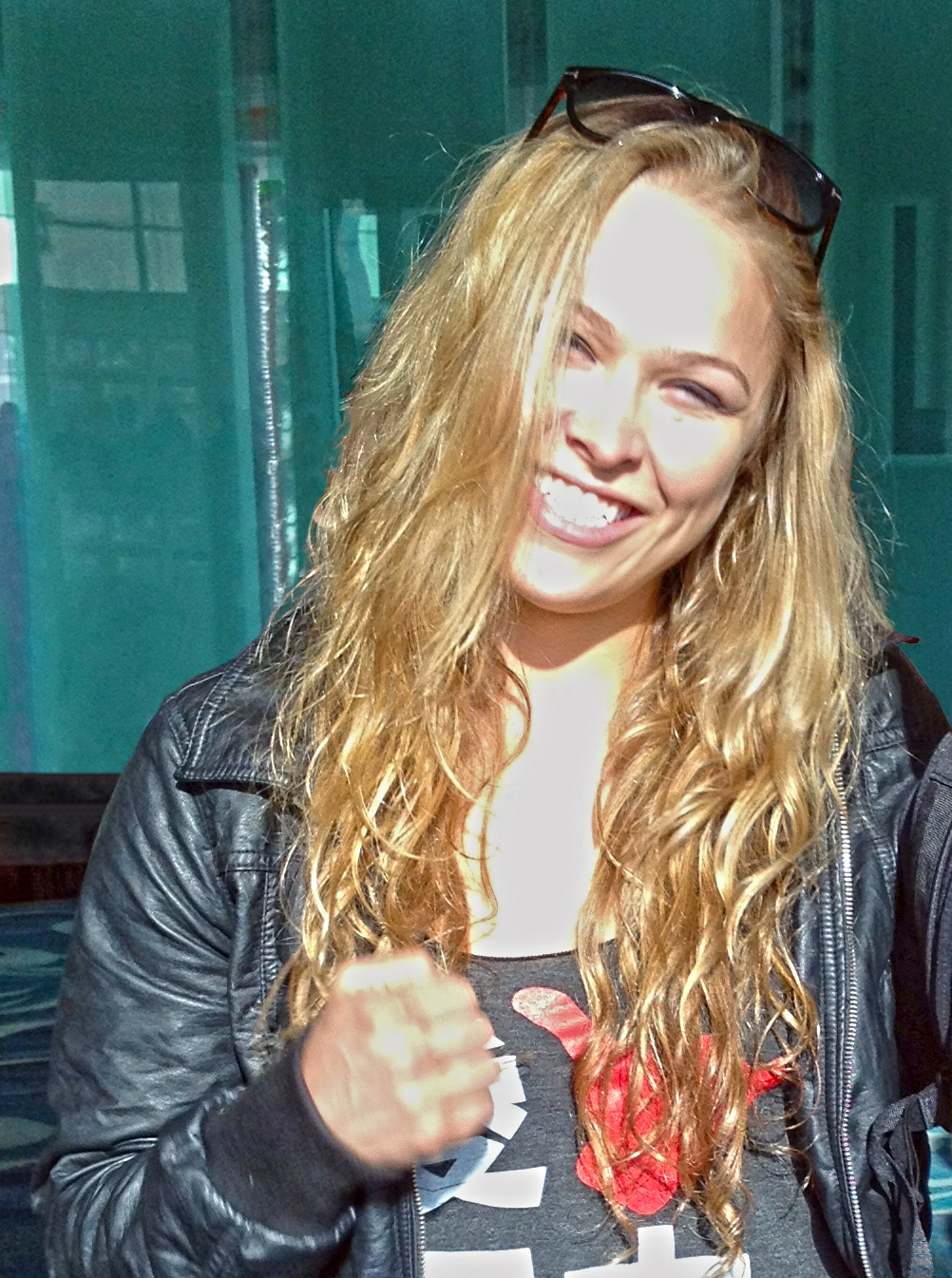
Ronda Rousey. Ex-campeã do UFC e um dos primeiros ícones do MMA feminino.

### MMA Feminino
Em 16 de novembro de 2012, véspera do UFC 154, Dana White confirmou que em 2013 o UFC teria uma categoria destinada ao MMA feminino. Dana também anunciou que Ronda Rousey, campeã do Strikeforce, foi a primeira lutadora a assinar com o UFC.
Em 6 de dezembro de 2012, durante a conferência do evento UFC on Fox: Henderson vs. Diaz Dana entregou a Rousey o cinturão de campeã dos pesos-galos e ainda anunciou que ela faria sua primeira defesa de cinturão no UFC 157 contra Liz Carmouche.
Em 2015 Rousey teve sua primeira derrota contra Holly Holm. O peso-galo então passou de Holm para Miesha Tate em 2016, e em 2017 foi conquistado pela brasileira Amanda Nunes.
Em 2017 a brasileira Cris Cyborg se tornou a campeã peso-pena após a primeira campeã Germaine de Randamie se recusar a lutar contra ela. Entretando, Cyborg perderia o título em 2018 contra Amanda Nunes, transformando Nunes na primeira campeã dupla feminina e terceira na UFC depois de Conor McGregor e Daniel Cormier.
A primeira campeã do peso-mosca foi Nicco Montaño após vencer o The Ultimate Fighter 26 em 2017. Mas logo foi destituída devido a lesões e doenças causadas pelo corte de peso. Desde então a categoria é dominada pela quirguiz-peruana Valentina Shevchenko.
A categoria peso-palha foi a que mais viu diversidade de campeãs, tendo como campeãs a estadunidense Carla Esparza, a polonesa Joanna Jędrzejczyk, Rose Namajunas, que foi campeã em duas ocasiões separados em 2017 e 2021, a brasileira Jéssica "Bate-Estaca" Andrade e a chinesa Zhang Weili.

## Regras

### Divisões de peso
O UFC se divide nessas categorias de pesos:
- Peso Palha (Strawweight) - até 52,2 kg /115 lb (Feminino)
- Peso Mosca (Flyweight) - até 56,7 kg / 125 lb (Masculino e Feminino)
- Peso Galo (Bantamweight) - até 61,2 kg / 135 lb (Masculino e Feminino)
- Peso Pena (Featherweight) - até 65,8 kg / 145 lb (Masculino e Feminino)
- Peso Leve (Lightweight) - até 70,3 kg / 155 lb
- Peso Meio-Médio (Welterweight) - até 77,1 kg / 170 lb
- Peso Médio (Middleweight) - até 83,9 kg / 185 lb
- Peso Meio-Pesado (Light Heavyweight) - até 92,9 kg / 205 lb
- Peso Pesado (Heavyweight) - até 120,2 kg / 265 lb

### Regras básicas
Os lutadores se enfrentam num ringue de oito cantos com três assaltos de 5 minutos, em caso de decisão de título e luta principal com cinco assaltos de 5 minutos, sem golpes baixos.

#### Resultados das lutas
Os resultados das lutas se definem com:
- Desqualificação ou Desclassificação - Acontece quando um dos lutadores aplica de forma intencional algum golpe ilegal (como cabeçadas, golpes na região genital, golpes na região anterior à cabeça, entre outros)  ou realiza algum movimento proibido de acordo com as regras (segurar nas grades seguidamente, por exemplo). Caso o combate não possa prosseguir, ou o lutador insista em não obedecer às regras, ele será desclassificado.
- Finalização ou Submissão - Ocorre quando um lutador recebe uma técnica característica da luta no chão (jiu jitsu, judo, sambo), tais como chaves e estrangulamentos, e demonstra clara desistência, através de batidas no chão do ringue (com os pés ou mãos) ou verbalmente.
  - Finalização Por Desistência: quando um lutador usa sua mão para indicar que não deseja mais continuar.
  - Finalização Por Desistência verbal: quando um lutador anuncia verbalmente que não deseja mais continuar.

Ps: No caso de estrangulamentos, caso o lutador não desista, ele pode desmaiar. Se isso acontecer, o arbitro irá intervir, e será decretada a finalização da mesma forma.
- Nocaute - Ocorre quando um lutador recebe um golpe letal e fica inconsciente.
- Nocaute Técnico - Pode ocorrer de diversas formas:
- Decisão médica - Ocorre quando o médico julga que o lutador não pode continuar no combate, devido a um corte ou lesão. Portanto, o médico pode encerrar o combate se julgar que a integridade física do lutador estará ameaçada caso continue. Esta decisão não depende do lutador, portanto, por mais que ele queira continuar, se o médico determinar o fim do combate, será a decisão final.
- Interrupção do árbitro - Neste caso, o árbitro do ringue encerra a luta por achar que um lutador não está mais se defendendo ou esboçando qualquer reação.
- Lesão - Neste caso, o próprio lutador manifesta desistência, ou o árbitro do ringue encerra a luta, sem necessidade de consulta ao médico. Ocorre em casos de lesões mais visíveis, como fraturas ou graves torções.
- Desistência - Muito rara. Ocorre quando o córner do lutador joga a toalha, dando assim a vitória ao adversário.[69]
- Decisão do júri ou Decisão por Pontos (judges decision) - Ao término dos 3 ou 5 rounds, 3 juízes decidirão quem é o vencedor. Para isso, eles se utilizam de diversos critérios: agressividade, contundência em pé, domínio no chão, trocações efetivas, agarramentos efetivos, controle da área do ringue e de luta, defesa, etc. A decisão do júri pode ter os seguintes resultados:
  - Decisão Dividida (split decision): quando dois juízes indicam um lutador como vencedor e um terceiro juiz aponta o adversário como vencedor. O atleta escolhido por dois juízes é apontado como vencedor por decisão dividida.
  - Decisão Majoritária (Majority decision): quando dois juízes indicam um lutador como vencedor e um terceiro juiz aponta empate (sem vencedor). O atleta escolhido por dois juízes é apontado como vencedor por decisão majoritária.
  - Decisão Unânime (unanimous decision): quando todos os juízes indicam o mesmo lutador como vencedor do combate, diz-se que este foi o vencedor por decisão unânime.
  - Empate Majoritário (majority draw): tipo de decisão muito rara. Ocorre quando dois juízes apontam empate e um terceiro juiz aponta um lutador como vencedor.
  - Empate Unânime (unanimous draw) - quando os três juízes indicam empate ao final dos rounds regulamentares
  - Empate Dividido (split draw) - quando todos os juízes indicam resultados diferentes que somam empate
  - Empate Técnico (technical draw) - Raríssimo. Ocorre quando os dois lutadores se machucam e não conseguem prosseguir no combate (casos de nocaute duplo)
- No Contest - Se uma contusão sofrida por manobra ilegal acidental for severa demais e causar a interrupção da luta pelo árbitro, a luta deve resultar em no contest se for interrompida antes de completar dois rounds disputados (em lutas de 3) ou antes de completados três rounds (em lutas de 5). Após este limite, o placar dos juízes até o momento definirá o vencedor por decisão técnica.

Normalmente, quando as lutas são decididas pela pontuação, os resultados acabam se tornando polêmicos, gerando várias críticas. Segundo o repórter Gleison Venga, do ESPN, o problema está no fato de a pontuação utilizada no UFC atualmente ser um tanto "engessada". Para ele, é raro que um juiz de uma pontuação de 10-8 num round, mesmo com o lutador sendo claramente superior. Assim, para que os resultados das lutas pareçam mais justos, ele defende que o 10-8 deveria ser dado com mais frequência para quem chegou perto de um nocaute, ou quem encaixou uma finalização bem justa ou então para quem passou o round inteiro numa posição de vantagem.
É o que também defende Joe Rogan, comentarista e apresentador do UFC:
| “ | “O sistema de pontuação no MMA precisa mudar de forma urgente. A ideia de seguirmos com esse sistema de pontuação, oriunda do Boxe, para um esporte completamente diferente é inaceitável nesse ponto.” | ” |

## The Ultimate Fighter
The Ultimate Fighter (TUF) é um reality show de artes marciais mistas (MMA) transmitido pela Spike TV, sendo integrado ao Ultimate Fighting Championship (UFC). Neste show, os lutadores de MMA profissionais ou amadores que ainda não têm um grande nome competem entre si para ver quem será o The Ultimate Fighter, ganhando um contrato com UFC para fazer seis lutas oficiais, os lutadores ficam confinados em uma casa em Las Vegas e treinam na academia do TUF.
Com exceção do finais da temporada, as lutas no The Ultimate Fighter são sancionadas pela Comissão Atlética de Nevada como amistosos e não contam a favor ou contra o cartel de nenhum lutador. Isso é feito para evitar que os resultados sejam levados a público antes de irem ao ar.
As lutas variam entre dois e três rounds, dependendo das regras utilizadas para cada temporada. Na maioria das temporadas, combates preliminares (antes das semifinais) possuem dois rounds, na segunda temporada todos os combates tiveram três rounds. Para os combates de dois rounds, se houver um empate após os rounds, um round extra de cinco minutos ("vitória súbita") é disputado. Se o round extra conclui sem uma paralisação, a decisão dos juízes será baseada nesse round final. Durante as finais de cada temporada, as lutas têm o padrão de três rounds, além de um quarto round se os juízes marcarem um empate.

## Eventos do UFC
O UFC tem um padrão para nomear seus eventos. A grande maioria dos eventos numerados (UFC 1, UFC 52, por exemplo) ganham os números justamente para representar que ele serão transmitidos em pay-per-view nos Estados Unidos e no Canadá, os dois grandes mercados do UFC.
Geralmente, são 12 eventos numerados no UFC por ano, um por mês. Destes, três se encaixam em datas consideradas datas chaves em seu calendário, nas quais o UFC se prepara para ter algumas das grandes lutas do ano. São elas: o fim ou começo de ano, o feriado da Independência norte-americana (4 de julho) e o dia anterior ao Super Bowl, um dos eventos mais assistidos do mundo. Pela data do Super Bowl, por exemplo, passaram lutas memoráveis como o encontro entre Anderson Silva e Vitor Belfort, em 2011.
Quando esses eventos numerados são realizados fora dos E.U.A., eles respeitam o horário norte-americano. É por isso que quando eles acontecem no Brasil, o evento começa bem tarde.
Além dos eventos numerados, existem ainda mais 4 tipos de eventos do UFC, a saber:
| # | Nomenclatura    | Característica | Exemplo | Ref.   |
| - | --------------- | --- | --- | ------ |
| 1 | UFC on...       | Evento transmitido na TV aberta dos Estados Unidos. Recebem o nome da emissora que os transmite. - UFC on Fox (extinto) - transmitidos na Fox nos Estados Unidos - "UFC on FX" (extinto), como UFC on FX: Belfort vs. Rockhold, anteriormente transmitidos pela FX nos Estados Unidos - "UFC on Fuel TV" (extinto), como UFC on Fuel TV: Nogueira vs. Werdum, anteriormente transmitidos pela Fuel TV nos Estados Unidos - "UFC Live on Versus" (extinto), como UFC Live: Cruz vs. Johnson, anteriormente transmitidos pela Versus nos Estados Unidos - UFC on ABC, como UFC on ABC: Vettori vs. Holland, transmitidos pela ABC | - UFC on Fox: Johnson vs. Moraga - UFC on FX: Belfort vs. Rockhold - UFC on Fuel TV: Nogueira vs. Werdum - UFC Live: Cruz vs. Johnson | [ 72 ] |
| 2 | UFC Fight Night | - Transmitido na televisão fechada dos Estados Unidos. Antigamente transmitidos na Spike TV e Fox Sports 1. Atualmente pela ESPN. | - UFC Fight Night: Maia vs. Shields                                                                                                   | [ 72 ] |
| 3 | UFC Fight Pass  | - Evento para assinantes do canal oficial do UFC | | [ 72 ] |
| 4 | TUF Finale      | - Evento que recebe as finais do reality show The Ultimate Fighter - Geralmente é transmitido dentro do UFC Fight Pass | The Ultimate Fighter: Team Jones vs. Team Sonnen Finale                                                                               | [ 72 ] |

### Time de apresentação
Estados Unidos

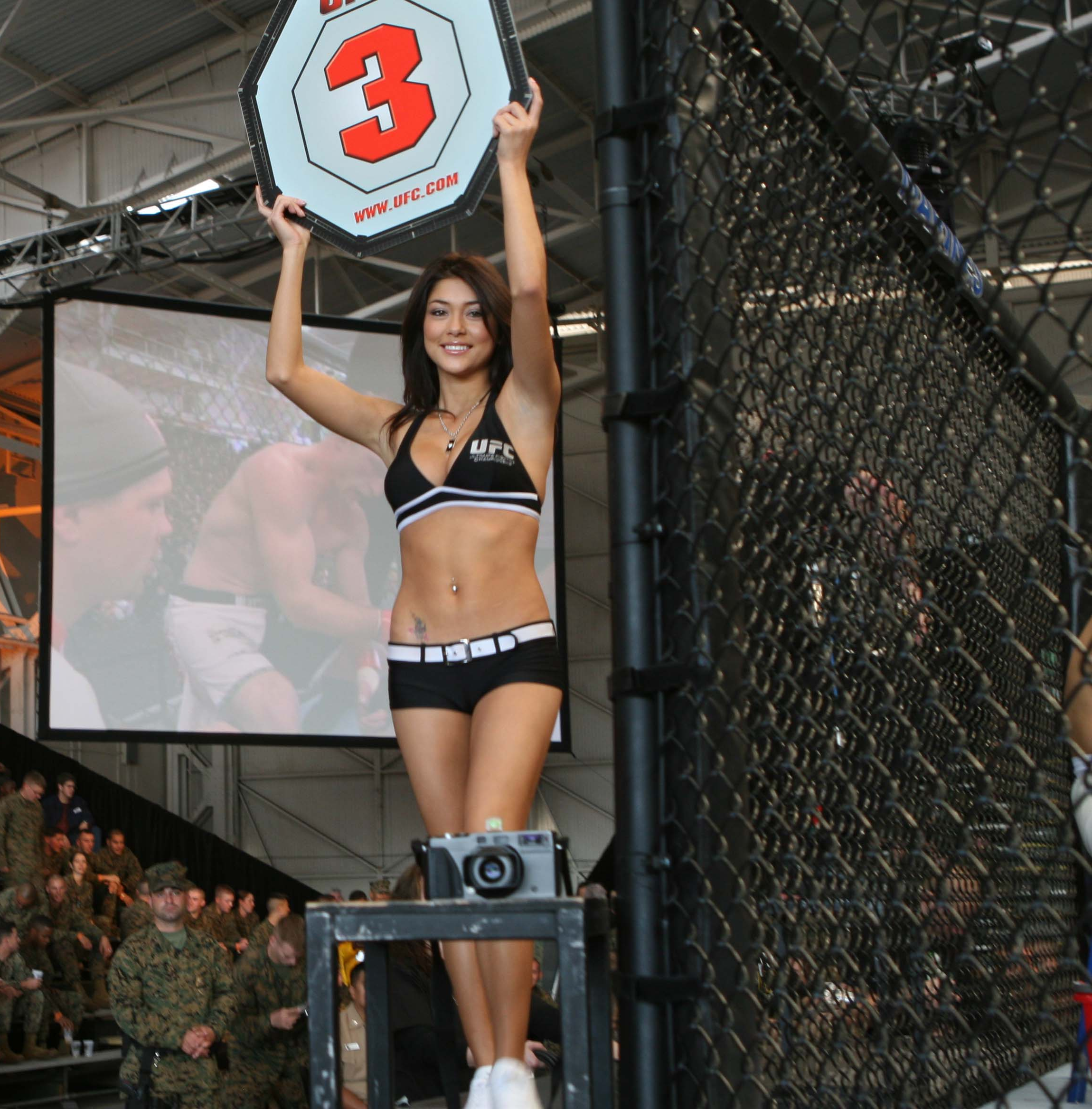
A ring girl Arianny Celeste

O comediante e faixa preta de Jiu-Jitsu brasileiro Joe Rogan e o narrador Mike Goldberg são os apresentadores durante as transmissões de quase todos os eventos do UFC. A "Voz Veterana do octógono" é o apresentador Bruce Buffer. Arianny Celeste e Brittney Palmer são as ring girls. Cada lutador tem um cutman indicado pela promoção que cuida do lutador antes da luta e entre os rounds. Jacob "Stich" Duran é um dos melhores cutmen conhecidos que trabalham para a organização. As lutas são escolhidas pelo matchmaker e vice-presidente de Relações, Joe Silva. Burt Watson é o gerente de produção para todos os eventos do UFC, incluindo pesagens de lutadores e outros eventos públicos realizados antes das lutas que frequentemente atraem multidões de fãs e jornalistas.
Brasil
A transmissão no Brasil pelo Canal Combate era narrada por Rhoodes Lima, com comentários de Carlão Barreto, ex-lutador e árbitro internacional, além de entrevistas realizadas por Luciano Andrade, comentarista de longa data do antes chamado "Premiere Combate", sendo as lutas também narradas por vezes por Sérgio Maurício. Com a adição do MMA Feminino ao UFC, o Combate contratou a pentacampeã mundial de jiu-jitsu Kyra Gracie para atuar como comentarista. Na época da RedeTV!, as lutas eram narradas por Eder Reis, junto de Eduardo Grimaldi e Fernando Navarro. Quando o evento foi pra TV Globo, Galvão Bueno e Luís Roberto foram os narradores do UFC, além de Sérgio Maurício. Em Janeiro de 2013, o UFC passou a utilizar, além das ring girls dos Estados Unidos, ring girls brasileiras em alguns eventos do Brasil e no The Ultimate Fighter Brasil 2. como o caso de Camila Oliveira e Jhenny Andrade. Em 2023, com o UFC passando a ser exibido pela Rede Bandeirantes, além de ter seu próprio serviço de streaming, o UFC Fight Pass, as locuções passaram a ficar a cargo de André Azevedo (egresso do Esporte da Globo), junto de Carlão Barreto e de Rodrigo Minotauro, além da correspondente em Las Vegas, Evelyn Rodrigues.

### Salários e contratos dos lutadores
Um lutador de UFC geralmente não tem um salário específico. Eles são pagos por luta, com valores dependendo de quão bem conhecidos os lutadores são e como bem patrocinados o lutador e o evento são. Os lutadores normalmente recebem dinheiro para lutar com uma bonificação adicional em caso de vitória. Bônus em dinheiro também são concedidos para a "Luta da Noite", "Nocaute da Noite" e "Finalização da Noite". O tamanho destes bônus é de US$ 50,000, e, para os lutadores menos conhecidos, eles podem ser várias vezes maior do que o valor contratado para a luta. Valores de contrato geralmente têm de ser declaradas à Comissão Atlética do Estado onde é realizado o evento, no entanto, o UFC também paga bônus não revelados aos atletas. Nos últimos anos, contratos de lutadores do UFC e direitos de merchandising têm sido objeto de disputa entre lutadores (representado pelo crescimento do Mixed Martial Arts Fighters Association) e o UFC, que tem tentado defender regulamentos existentes.

## Atuais campeões

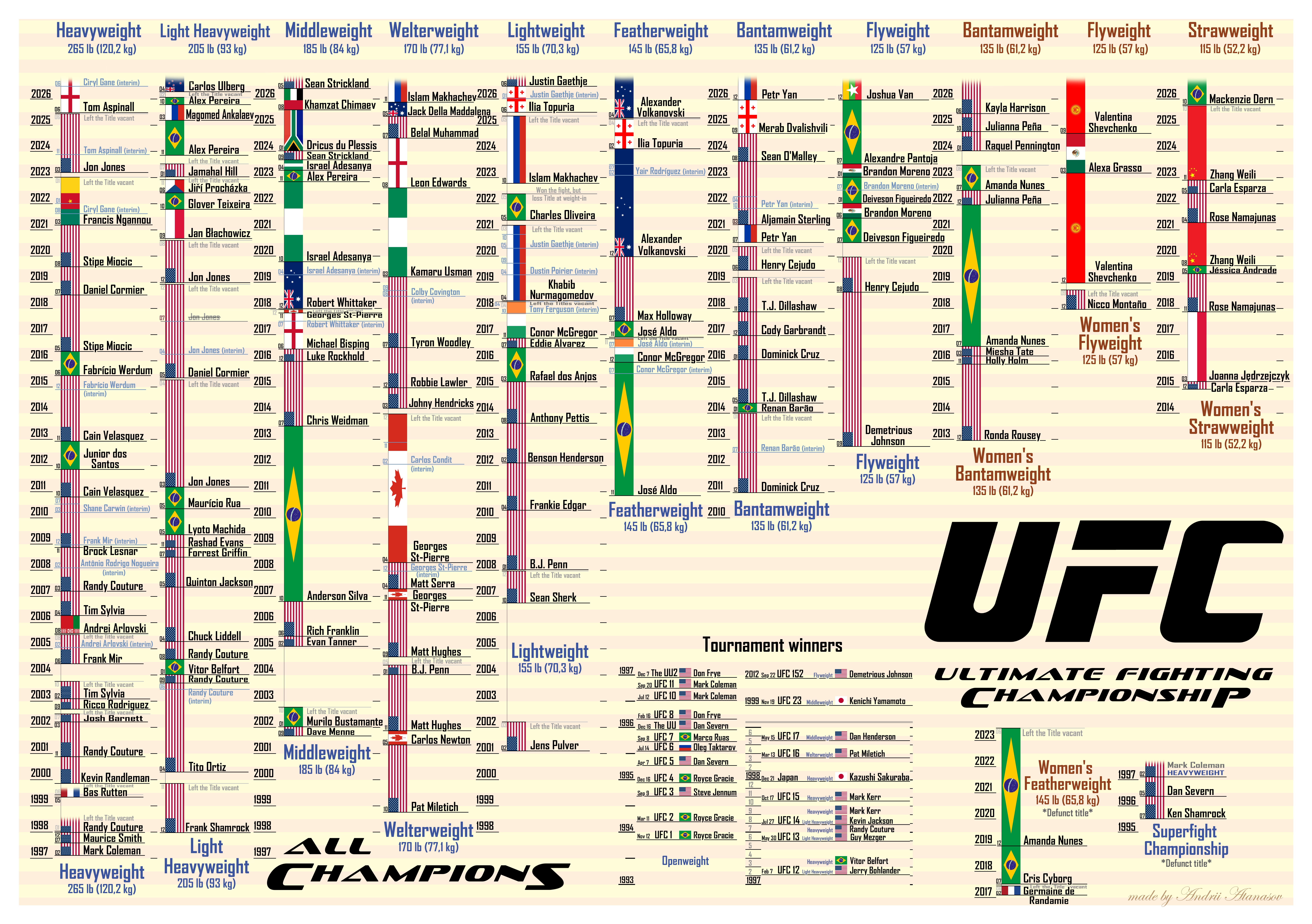
Lista de campeões

Masculino
| Divisão     | Peso         | Lutador               | Campeão desde                                                                            | Próxima defesa      | Defesas |
| ----------- | ------------ | --------------------- | ---------------------------------------------------------------------------------------- | ------------------- | ------- |
| Pesado      | até 120,2 kg | Tom Aspinall          | 21 de junho de 2025 (Promovido a campeão indiscutível após a aposentadoria de Jon Jones) | Vs. Ciryl Gane      | 0       |
| Meio-Pesado | até 93,0 kg  | Magomed Ankalaev      | 8 de março de 2025 (UFC 313)                                                             | Vs. Alex Pereira    | 0       |
| Médio       | até 83,9 kg  | Dricus du Plessis     | 20 de janeiro de 2024 (UFC 297)                                                          | Vs. Khamzat Chimaev | 2       |
| Meio-Médio  | até 77,1 kg  | Jack Della Maddalena  | 10 de maio de 2025 (UFC 315)                                                             | Sem luta marcada    | 0       |
| Leve        | até 70,3 kg  | Ilia Topuria          | 28 de junho de 2025 (UFC 317)                                                            | Sem luta marcada    | 0       |
| Pena        | até 65,8 kg  | Alexander Volkanovski | 12 de abril de 2025 (UFC 314)                                                            | Sem luta marcada    | 0       |
| Galo        | até 61,2 kg  | Merab Dvalishvili     | 14 de setembro de 2024 (UFC 306)                                                         | Vs. Cory Sandhagen  | 2       |
| Mosca       | até 56,7 kg  | Alexandre Pantoja     | 8 de julho de 2023 (UFC 290)                                                             | Sem luta marcada    | 4       |

Feminino
| Divisão | Peso        | Lutadora             | Campeã desde                     | Próxima defesa   | Defesas |
| ------- | ----------- | -------------------- | -------------------------------- | ---------------- | ------- |
| Galo    | até 61,2 kg | Kayla Harrison       | 7 de junho de 2025 (UFC 316)     | Sem luta marcada | 0       |
| Mosca   | até 56,7 kg | Valentina Shevchenko | 14 de setembro de 2024 (UFC 306) | Sem luta marcada | 1       |
| Palha   | até 52,2 kg | Zhang Weili          | 12 de novembro de 2022 (UFC 281) | Sem luta marcada | 3       |

## Hall da Fama do UFC
| Era Pioneiros - Royce Gracie - Ken Shamrock - Dan Severn - Randy Couture - Mark Coleman - Chuck Liddell - Matt Hughes - Tito Ortiz - Pat Miletich - Bas Rutten - Antônio Rodrigo Nogueira - Don Frye - Maurice Smith - Kazushi Sakuraba - Matt Serra - Rich Franklin - Kevin Randleman | Era Moderna - José Aldo - Forrest Griffin - B.J. Penn - Urijah Faber - Ronda Rousey - Michael Bisping - Rashad Evans - Georges St-Pierre | Contribuidores - Charles Lewis Jr. - Jeff Blatnick - Bob Meyrowitz - Joe Silva - Bruce Connal - Art Davie | Ala da Luta - Griffin vs. Bonnar I - Hughes vs. Trigg II - Coleman vs. Williams - Rua vs. Henderson I - Sanchez vs. Guida - Jones vs. Gustafsson I |

## Mídia

### Música
- UFC: Ultimate Beat Downs, Vol. 1, um álbum de música licenciado e inspirado pelo UFC.

### Video games
- Ultimate Fighting Championship (Dreamcast e PlayStation)
- UFC: Tapout (Xbox)
- UFC: Throwdown (Nintendo GameCube, PlayStation 2)
- UFC: Tapout 2 (Xbox)
- UFC: Sudden Impact (PlayStation 2)
- UFC 2009 Undisputed (PlayStation 3 e Xbox 360)
- UFC Undisputed 2010 (PlayStation Portable, PlayStation 3, Xbox 360, iPod Touch, iPad, iPhone)
- UFC Personal Trainer (PlayStation 3, Xbox 360, Wii)
- UFC Undisputed 3 (PlayStation 3, Xbox 360)
- EA Sports UFC (PlayStation 4, Xbox One)
- EA Sports UFC Mobile (Android, IOS)
- EA Sports UFC 2 (PlayStation 4, Xbox One)
- EA Sports UFC 3 (PlayStation 4, Xbox One)
- EA Sports UFC 4 (PlayStation 4, PlayStation 5, Xbox One e Xbox Series)

Em janeiro de 2007, a Zuffa e a desenvolvedora de jogos THQ anunciaram um acordo de licença dando THQ direitos mundiais para desenvolver títulos com a marca do UFC. O acordo dá a THQ direitos exclusivos para consoles atuais e de próxima geração, bem como de títulos de PC e portáteis. O acordo de licenciamento foi definido para expirar em 2011, embora ele ter sido estendido para 2017. Em 6 de junho de 2012, durante a Exposição E3, a THQ anunciou que vai dar a licença de UFC Undisputed para EA Sports. O movimento surgiu meses depois do lançamento do UFC Undisputed 3, que a THQ sentiu não fazer um bom lucro para a companhia.

#### Maldição da capa do UFC
Coincidência ou não, os 7 últimos lutadores a aparecerem nas capas dos jogos oficiais do UFC caíram numa maré de azar logo depois do lançamento dos jogos. Esta infeliz coincidência acabou viralizando na internet, e ganhando a alcunha de "Maldição da Capa do UFC".

### DVD
Cada evento de pay-per-view do UFC foi lançado em DVD. Do UFC 23 ao UFC 29 não foram lançados nos Estados Unidos em vídeo ou DVD pelo SEG. Eles já foram liberados para boxsets que apresentam cerca de 10 eventos cada set, em ordem cronológica.

### Xbox Live
UFC on Xbox Live foi lançado em 20 de dezembro de 2011. Assinantes da Xbox Live podem assistir os eventos pay-per-view em alta definição (720p), acessar uma biblioteca de conteúdo de vídeo ao vivo e on-demand, se conectar com amigos para prever resultados de luta e podem comparar as estatísticas de combate e recordes dos lutadores. Outras funções também estão disponíveis.